# Belspel
Een belspel is een spel op de televisie of radio waarbij de kijkers of luisteraars kunnen bellen of berichtjes sturen om het antwoord op een vraag te raden en daarmee een prijs te winnen. Op het tv-scherm verscheen hierbij het nummer dat ze moesten bellen om hun antwoord te geven. Bij sommige belspellen werd het ook mogelijk om hiervoor een SMS te sturen naar een nummer dat op het tv-scherm verscheen. Op de radio noemde de dj het te bellen nummer. De belspelletjes vallen in Nederland onder de gedragscode promotionele kansspelen en zijn uitgezonderd van de wet op de kansspelen mits zij voldoen aan een aantal voorwaarden. Voorwaarde is bijvoorbeeld dat een product, dienst of organisatie wordt gepromoot. Zij zijn door deze uitzondering dan ook niet vergunningsplichtig. Belspelletjes hebben een slechte reputatie opgebouwd, mede door de hoge telefoonkosten die gemaakt moeten worden om een prijs te kunnen winnen.
In België kost één keer deelnemen aan een belspel € 2, ongeacht of je belt met een vast toestel of met een gsm. In Nederland kost één deelname € 0,45 plus eventuele kosten voor het gebruik van een gsm (dit kreeg je te horen als je belde met een mobiele telefoon). Ook als je sms-te moest je vaak hoge kosten betalen, meestal € 0,50 per sms. Critici beweren dat de spelletjes bedrog zijn, en wijzen naar filmpjes op het internet. Daarin is te zien hoe de spelregels met voeten worden getreden, zoals het plotseling afsluiten van een spel, het veranderen van de oplossing, het toelaten van minderjarigen, het stiekem een envelop met het antwoord erin verwisselen, fouten in de opgave.
Al jaren wordt gepleit voor strengere controle op belspellen. Belspelletjes worden zelden geproduceerd door de zenders die ze uitzenden. In feite koopt een bedrijf goedkope zendtijd op de zender zoals bij teleshopping om er dan een programma uit te zenden.

## Situatie in Vlaanderen
Bij de start van de belspelletjes in 2004 werden ze gemiddeld drie keer per dag uitgezonden: in de voormiddag, in de namiddag en 's nachts. Op 14 mei 2008 kwam daar verandering in. Toen gooiden VT4 en VIJFtv hun programmaschema's drastisch om, zodat overdag geen belspellen meer uitgezonden werden. Enkel 's nachts werden ze nu nog geprogrammeerd.
Slechts twee dagen later veranderde ook VTM hun programmaschema. Zij deden echter het omgekeerde en besloten de nachtelijke uitzendingen stop te zetten.
Na 29 juni 2008 ging Play in "zomerstop". Eigenlijk betekende het zo goed als het einde van de belspelletjes op beide zenders. In de zomer van 2009 probeerde VT4 en VijfTV het nog eens in de stijl van de Waalse belspellen, maar dat werd min of meer een flop. Sindsdien hebben VT4 en VIJFtv geen belspellen meer uitgezonden.
Op 30 januari 2009 zond VTM voor de allerlaatste keer Puzzeltijd uit. Op 2 februari 2009 werden de programmaschema's van VTM en 2BE omgespit. Dit had als gevolg dat VTM minder belspellen ging uitzenden en 2BE meer.
Belspelletjes van VMMa (VTM, 2BE):
- Quiz Live (september 2010)
- BelMeNu
- Puzzeltijd
- Time2Play (Kanaal2, nu 2BE)

Sinds 18 januari 2011 zijn alle belspelletjes stopgezet door VMMa, en worden er geen belspelletjes meer uitgezonden op VTM & 2BE. De Kansspelcommissie heeft de laatste vergunning voor een "mediaspel" in 2022 stopgezet, sindsdien zijn er geen aanbieders meer.

### Reportage van tv-programma Basta
Begin 2011 wijdde het humoristisch televisieprogramma Basta zijn eerste twee afleveringen aan een kritische reportage over de Vlaamse belspelletjes. In de aflevering van 17 januari bleek dat belspelpresentator Maxime De Winne eigenlijk een acteur en docent zedenleer was, die al maandenlang undercover voor Woestijnvis bij VTM en 2BE actief was. Vervolgens werd belicht hoe het productiehuis Home Games (een dochterbedrijf van Endemol) daadwerkelijk handelde bij het organiseren van de kansspelen. Ook in een interview getuigt De Winne over het reilen en zeilen van het bedrijf. Zo interpreteerde het bedrijf 'Homegames' de vage regelgeving van het koninklijk besluit rond belspellen vrij creatief, bijvoorbeeld de nog steeds vrij onduidelijke opdrachten en oplossingen en ook door de contactgegevens van de spelregelcommissie amper in het beeld te laten zien, en in de plaats daarvan eerder een eigen e-mailadres te tonen waar verder klachten amper in behandeling worden genomen. In de uitzending toonde men hoe Gaëtan De Weert, na maandenlang ontrafelen met behulp van een computerprogramma, de telsleutel kraakte die gebruikt werd om de oplossing voor een optelvraag te vinden. Opvallend was dat het productiehuis Home Games zelf ook geregeld zondigde tegen deze eigen telregels. Op de website van Basta werd na de uitzending een pdf-bestand geplaatst met daar de volledige telsleutel. Na deze uitzending en een exclusief interview met Maxime De Winne in Humo besloten VTM en 2BE op 18 januari 2011 niet langer door te gaan met het uitzenden van de belspelletjes.

## Situatie in Nederland
Sinds november 2007 worden geen belspellen als zelfstandige uitzending meer uitgezonden op de Nederlandse televisie. Voordien zonden alle grote commerciële zenders er een of meer per dag uit.

## Situatie in Wallonië
Onder andere RTL-TVi zendt verschillende belspellen uit.

## Kritiekpunten
- Presentatoren proberen potentiële deelnemers er vaak van te overtuigen dat er weinig mensen naar het programma kijken of dat er bijna niemand belt. Hoewel de kijkcijfers bij belspellen laag liggen, gaat het toch vaak om enkele duizenden kijkers. Op sommige zenders worden belspellen rondom populairdere programma's als talkshows uitgezonden, waardoor een belspel wel tienduizenden kijkers kan hebben. Een goed voorbeeld hiervan was het populaire Domino Day. In dit programma moest dan bijvoorbeeld een reeks dominostenen afgemaakt worden met de juiste steen om een geldprijs te winnen. Hierbij werden de stenen dan af en toe enkele seconden omgedraaid, zodat de kijkers ernaar konden kijken.
- Bellers moeten zich vaak "kwalificeren" door een spelletje aan de telefoon te spelen, bijvoorbeeld door onder de toetsen van de telefoon drie dezelfde vruchten te vinden, of ze krijgen te horen de hoeveelste beller ze zijn, waarbij elke 10e beller kans heeft om teruggebeld te worden om het antwoord door te mogen geven. SMS-ers krijgen in het laatste geval een bericht terug waarin staat hoeveelste SMS-er ze zijn en ook hier geldt dat de 10e SMS-er kans heeft om teruggebeld te worden. Hierbij is dan de kans erg klein dat men daadwerkelijk uitgekozen en dus teruggebeld wordt. De telefoonnummers van de bellers die geselecteerd zijn, komen in een vrij groot bestand terecht en daaruit worden willekeurig mensen getrokken die teruggebeld worden en hun antwoord mogen doorgeven. Desondanks werd er wel gewaarschuwd dat bellers die geselecteerd werden, in de buurt van hun telefoon moesten blijven en vooral ook naar het belspel moesten blijven kijken voor het geval ze teruggebeld werden, dit om te voorkomen dat ze zichzelf de kans ontnamen om een leuke prijs te winnen(als de telefoon niet werd opgenomen, werd een andere geselecteerde beller teruggebeld die er dan met de prijs vandoor kon gaan). Dit betekende dus dat ze thuis moesten blijven. Dit is natuurlijk zonde van de tijd, want belspellen werden meestal overdag uitgezonden en bij bijvoorbeeld mooi weer willen mensen dan liever buiten zijn en leuke uitstapjes maken.
- Mensen jonger dan 18 moesten toestemming vragen aan hun ouders om te mogen bellen. Dit werd als ze teruggebeld werden gecontroleerd voordat ze een antwoord mochten geven. Zonder deze toestemming was het telefoontje niet geldig en werd de betreffende beller geweigerd.
- Sommige opdrachten zijn redelijk eenvoudig, al was dit zeer zelden, waardoor de beldrempel laag blijft of juist zo moeilijk dat geen enkele deelnemer het antwoord raadt.
- Vaak worden hoge bedragen beloofd, maar wordt niet vermeld hoe groot de kans is om die daadwerkelijk te winnen. In veel gevallen moet degene die het juiste antwoord doorgaf eerst nog een jackpot oplossen om de beloofde prijs in de wacht te slepen. Zo moest deze dan bijvoorbeeld uit een veld met cijfers drie logo's zien te vinden of hij/zij moest de code van een kluis zien te kraken. De kans dat de deelnemer de logo's vindt of de kluis kraakt is kleiner dan 1%.[bron?]  Als het niet lukte om de logo's te vinden of de kluis te kraken, kreeg de deelnemer een lagere troostprijs, de andere bedragen die hij/zij in het veld vond of een van tevoren vastgesteld bedrag indien de kluis niet werd gekraakt. Aangezien de jackpot digitaal wordt gespeeld, zou de belspelproducent het spel alsnog kunnen manipuleren bij een correct antwoord.
- De kosten van de meeste spelletjes worden berekend per oproep. Een oproep kostte 2 euro in België. In Nederland is dit 45 cent plus eventuele gsm-kosten.
- Belspelbedrijven kunnen fouten maken in hun eigen rekenregels. De rekenrebus bleek bij een Vlaams belspel één op de zes keer niet juist te zijn.